# Ernesto José Romero Rivas
Ernesto José Romero Rivas OFMCap. (ur. 19 kwietnia 1960 w Machiques) – wenezuelski duchowny rzymskokatolicki, od 2015 wikariusz apostolski Tucupity.

## Życiorys
Święcenia kapłańskie otrzymał 2 sierpnia 1990 w zakonie kapucynów. Był m.in. mistrzem zakonnego postnowicjatu, przełożonym wenezuelskiej wiceprowincji kapucyńskiej oraz prowikariuszem w wikariacie apostolskim Tucupita.
7 kwietnia 2015 otrzymał nominację na wikariusza apostolskiego Tucupity ze stolicą tytularną Nova Sparsa. Święceń biskupich udzielił mu 12 lipca 2015 abp Aldo Giordano.